# فوکر دی.۴
فوکر دی. ۴ (انگلیسی: Fokker D.IV) یک هواپیمای ساخت فوکر است.